# Fazenda Canadá Airport
Fazenda Canadá Airport är en flygplats i Brasilien.   Den ligger i kommunen Uberlândia och delstaten Minas Gerais, i den sydöstra delen av landet, 300 km söder om huvudstaden Brasília. Fazenda Canadá Airport ligger 865 meter över havet.
Terrängen runt Fazenda Canadá Airport är huvudsakligen platt. Fazenda Canadá Airport ligger uppe på en höjd. Runt Fazenda Canadá Airport är det tätbefolkat, med 356 invånare per kvadratkilometer.. Närmaste större samhälle är Uberlândia, 15,8 km öster om Fazenda Canadá Airport.
Omgivningarna runt Fazenda Canadá Airport är huvudsakligen savann.